# Lazy Rich
Lazy Rich es un productor y DJ británico de música Electro House, radicado en Vancouver, Canadá desde 2004. Es considerado uno de los líderes del género, así como uno de los pioneros y mayores exponentes del Complextro, un género relativamente nuevo, descendiente del Electro House que se basa en melodías complejas, rápidas, y/o con varios instrumentos intercalándose en cortos lapsos de tiempo. En cuatro años, ha logrado introducir varias de sus producciones en muchos tops 10 y liderando varias listas de música electrónica. Según el ranking de The Dj List, Lazy rich se encuentra en el top 310 globalmente y en el 16 en el top de Canadá, el cual está liderado por Deadmau5. Es también dueño de una de los sellos discográficos de música electrónica con mayor renombre, Big Fish.

## Discografía
Esta lista está basada en su página de beatport.

### 2007
- Lazy Rich - Make an effort
- Lazy Rich - The pull
- Lazy Rich - I need your
- Lazy Rich - Don't go back
- Lazy Rich - Funker
- Lazy Rich - Shake The Floor

### 2008
- Lazy Rich - Disco Rocking
- Lazy Rich - Mutter
- Lazy Rich - Pyramid
- Lazy Rich - Concentrate
- Lazy Rich - Rock it up for the DJ
- Lazy Rich - A-OK
- Lazy Rich - Freight Train
- Lazy Rich - Don't Think about me
- Lazy Rich - Get on it
- Lazy Rich - International Bastard
- Lazy Rich - Take Control
- Lazy Rich - Big Fish
- Lazy Rich feat. Cassandra Nantel - No more Games

### 2009
- Lazy Rich - Ghosts
- Lazy Rich feat. Tara Lett - Lost so deep
- Lazy Rich - Pyramid
- Lazy Rich - Funkjet
- Lazy Rich - Disco Ballistic
- Lazy Rich - Techno Cherry
- Lazy Rich Feat. Karli - Feel That Beat

### 2010
- Lazy Rich - You Know how we fucking do
- Fatboy Slim feat. Lazy Rich - Weapon of Choice 2010
- Lazy Rich - Discofukkr
- Lazy Rich, Hirshee, Lizzie Curious - Blast Off!
- Lazy Rich feat. Lizzie Curious - Get Out!
- Lazy Rich - Get On It
- Porter Robinson & Lazy Rich feat. Sue Cho - Hello
- Lazy rich feat. Lizzie Curious - Boom!

### 2011
- Fatboy Slim Feat. Lazy Rich - Gangster Trippin' 2011
- Lazy Rich - Better Wipe that up
- Lazy Rich feat. Belle Humble - The Chase
- Lazy Rich - You Missed a Spot

### 2012
- Lazy Rich - Breakfast of Champions
- Lazy Rich & Hirshee feat. Amba Shepherd - Damage Control
- Chris Lake & Lazy Rich feat. Jareth - Stand Alone

### 2013
- Lazy Rich - Brainfreeze
- Lazy Rich & Jan Waterman - In The Face
- Lazy Rich - Insomnia

### 2014
- Lazy Rich - Let's Get Weird
- Lazy Rich & Special Features - Beginning Of The World
- Lazy Rich & Hot Mouth - BONK!
- Lazy Rich & Hot Mouth - Flash

### 2015
- Felguk & Lazy Rich - Dance To The Beat
- Lazy Rich - Opus
- Lazy Rich feat. Trinidad James - Hit That

### 2016
- Lazy Rich - Collab Bro
- Lazy Rich feat. Denny White - Give Me Crazy
- Lazy Rich & Hot Mouth feat. Go Comet! - Won't Stop
- Lazy Rich - Knock Me Out
- Mord Fustang & Lazy Rich - We Are

### 2017
- Lazy Rich & Jaxx Da Fireworks - Guilty Pleasure

### Remixes
- Jon Fitz - You'll see me
- Jason herd - so strong
- Jeff Daniels - lonely lights
- hirshee - from above
- Jeff Daniels & Ollie Ple - u make me
- miles dyson - anthem
- Sandy Vee - secret love
- signal drivers - cosmic wheel
- jeff Daniels - your touch
- Oliver Nickels - this might be techno
- Calvertron - crasher
- Sharooz - get off
- Dilemn - pitiless
- Hirshee - upside down
- Ryan Galbraith - smuggling duds
- LJ MTX & Sweet Cheat - shut the fuck up and dance
- Aquilaganja - funk move da botty
- Calerway - run! run! run!
- Miles Dyson - minimal my ass
- Jeff Daniels & Ollie Ple - shady
- Stonewash & Fagault - violet
- Hirshee & Messinian - burn it up
- Jon-E industry - take it low
- Bart Lectro - quarantine
- Autumn, Antony Ross, Justin Alle - infectious
- Costello - push that system
- LJ MTX & Sweet Cheat - kickflip
- Calvertron & Banga - invisible
- The Beatpusherz - last days of disco
- Callum B - raver flava'
- Signal Drivers & Philly Blunt - muzik
- Yenn - yes weekend
- Soulfix & Dj Trim - failed war
- Electric Soulside - moulkin rouge
- John Aquaviva & Swen Weber - first stroke
- Soundpusher - swagga
- Deadmau5 & Mellefresh - attention whore
- Roy RosenfelD - critical error
- Costello - bitchy skills
- X-Press 2 - Lazy
- Frederik Olufsen - ball
- dirty politics - call of the wild
- CLASSIXX - dial 1
- Pablo Decoder - moog it up
- Council State Supermodels - travolta fever
- Monolythe & Booby K - don't break it
- Jayforce - titty shake
- Toby Emerson - never comin' down
- Banga, Revlac, MC Tj Hooka - there it is
- Sweet Cheat Feat A Girl & A Gun - thump
- Roy RosenfelD - jerusalem
- Myagi - smartbomb
- Luvstuff - ziek music
- Nikjam & The Meena - goodride
- NERVO - this kind of love
- Alex Mind - binary 1.0
- Alex Kidd - unholy grail
- Gary Caos - my love is free 2010
- mLe - you like this
- J Majik, Wickaman, Byob - save my life
- Stefano Azati - coachella
- Uppermost - take a blow
- Hatiras & Malik - booty bounce
- Hot Pink Delorean - bee eff eff
- Bob Sinclar - I feel for you (Anthony Ross & Lazy Rich Remix)
- Kemal & Justin Michael - trouble
- Freakhouse - my brain is bigger than yours
- Spencer & Hill - back2back
- Earpark - hexapolis
- DANK (USA) - FuNK EL
- Porter Robinson - The wildcat
- Calvertron & Qalvr - Raw 2 Da Floor
- Flatland Funk & Tory D - Lose Control
- J.Scott, Imprintz, KLOE - Return of the king
- Fast Foots - Protect Animals
- Rico Tubbs - Feel it
- Scot Project, Supermusique! - Do You want Me
- Alex Mind, Frederik Olufsen - RIO to CPH
- Cold Blank - Marshmallow Man
- fRew & Dirty Radio - Under the Sun
- Marie L, Bruk - Keep running
- Felguk - Blow Out
- Chris Lake - Sundown
- Morgan Page feat. Tegan & Sara - Body Work
- Lady Gaga – Marry the Night
- Zedd - Stars come out
- Fast Foot - Cows to the slaughter
- Electric Soulside - Moulin Rouge
- Porter Robinson feat. Amber Sheperd – Vandalism
- Avicii feat. Salem Al Fakir – Silhouettes
- Sander van Doorn - Joyenergizer